# تيم براون (لاعب دارت)
تيم براون (بالإنجليزية: Tim Brown)‏ هو لاعب دارت أسترالي، ولد في 6 يوليو 1944 في أستراليا.

## وصلات خارجية
- تيم براون على موقع DartsDatabase.co.uk (الإنجليزية)